# Red River (Nuevo México)
Red River es un pueblo ubicado en el condado de Taos en el estado estadounidense de Nuevo México. En el Censo de 2010 tenía una población de 477 habitantes y una densidad poblacional de 183,25 personas por km².

## Geografía
Red River se encuentra ubicado en las coordenadas 36°42′36″N 105°25′4″O / 36.71000, -105.41778. Según la Oficina del Censo de los Estados Unidos, Red River tiene una superficie total de 2.6 km², de la cual 2.59 km² corresponden a tierra firme y (0.4%) 0.01 km² es agua.

## Demografía
Según el censo de 2010, había 477 personas residiendo en Red River. La densidad de población era de 183,25 hab./km². De los 477 habitantes, Red River estaba compuesto por el 92.45% blancos, el 0.21% eran afroamericanos, el 0.42% eran amerindios, el 0% eran asiáticos, el 0.21% eran isleños del Pacífico, el 5.03% eran de otras razas y el 1.68% pertenecían a dos o más razas. Del total de la población el 12.37% eran hispanos o latinos de cualquier raza.